# Lanchester 6×4 armoured car
Samochód pancerny Lanchester 6x4 ang. Lanchester 6x4 Armoured Car – brytyjski samochód pancerny z okresu II wojny światowej

## Historia
W 1927 roku w firmie Lanchester Motor Company Limited zaprojektowano nowy samochód pancerny, który oparto na podwoziu półtoratonowego samochodu ciężarowego w układzie 6x4. Nadwozie było wykonane z blachy stalowej nitowanej do ramy. Samochód był wyposażony w wieżyczkę, w której zamontowano dwa karabiny maszynowe jeden kal. 12,7 i drugi kal. 7,7 mm. Trzeci karabin maszynowy umieszczono w kadłubie obok stanowiska kierowcy. 
Tak zaprojektowanym samochodem zainteresowało dowództwo wojskowe. Przy czym produkowany on był w kilku wersjach:
•	Mk I – wersja podstawowa, wyprodukowano – 8 sztuk 
•	Mk IA – wóz dowodzenia, bez uzbrojenia, wyposażony w radiostację M 9, wyprodukowano – 4 sztuki
•	Mk II – wersja podstawowa, dach wieżyczki był pochyły, wyprodukowano – 7 sztuk
•	Mk IIA – wóz dowodzenia, bez uzbrojenia, wyposażony w radiostację M 9, wyprodukowano – 6 sztuk.
Łącznie w latach 1929–1931 wyprodukowano 35 samochodów tego typu. 

## Opis konstrukcji
Samochód pancerny Lanchester 6x4 był zbudowano na niezmienionym podwoziu samochodu ciężarowego, sześciokołowego, napad był na cztery tylne koła. Nadwozie został pokryte blachą o grubości od 6 do 9 mm, obok miejsca kierowcy umieszczono stanowisko strzeleckie z karabinem maszynowym. Na dachów umieszczono okrągło więżę dowódcy, w której umieszczono obok siebie dwa karabiny maszynowe. W wersji Mk II wieżyczka miała skośny dach.
Napęd stanowił silnik Lanchester o mocy 80 KM, 6-cylindrowy, rzędowy, chłodzony cieczą. 
Uzbrojenie składało się z jednego karabinu maszynowego Vickers kal. 12,7 mm i dwóch kal. 7,7 mm. 

## Użycie
Samochód pancerny Lanchester 6x4 w 1931 roku wprowadzono na uzbrojenie 12 pułku huzarów, gdzie stanowiły szwadron samochodów pancernych tego pułku. W 1940 roku zostały one wycofane z armii czynnej i przekazane do jednostek armii terytorialnej, gdzie służyły przez cały okres II wojny światowej.
Kilka z tych samochodów przekazano do oddziałów ochotniczych Malajów Brytyjskich, składających się z tubylców. Kilka z nich w czasie japońskiej kampanii malajskiej zostało przejętych przez Japończyków. 